# Боммер (кінотеатр)
Кінотеатр «Боммер» (первинно Брати Боммеръ) — перший у Харкові та Російській імперії стаціонарний кінотеатр, відкритий у спеціально збудованій для цього будівлі, найстаріший діючий кінотеатр у Східній Європі.

## Загальна інформація
Кінотеатр розташований у своєму первинному приміщенні за адресою: вул. Полтавський Шлях, 6, м. Харків (Україна).
За час свого існування «Боммер» жодного разу не змінював свого призначення, показував фільми навіть у роки Другої Світової війни, був і лишається єдиним культурним осередком у місті (і одним з небагатьох по країні), що спеціалізується на показі некомерційного кіно, документалістики, стрічок-переможців різноманітних фестивалів, також у закладі демонструється «нове» кіно — студентські роботи, тут же проводяться різноманітні заходи й огляди сучасного європейського та азійського кіно.
Станом на осінь 2009 року в кінотеатрі працює один кінозал на 90 місць. Розміри екрану — 4,2×8,0 м. Звук — Dolby Stereo.
Кінотеатр єдиний у місті кінозаклад, обладнаний для людей з інвалідністю на візках (інф. на жовтень 2009 року).
Станом на 1 листопада 2009 року заклад лишається в комунальній власності Харкова.

## Історія

### Відкриття та функціонування до 1917 року
Перша демонстрація кінематографу в Харкові відбулася 7 липня 1896 року — фактично на 10-ліття раніше за початок розповсюдження від 1906 року на території сучасної України практики відкриття постійно діючих кінотеатрів. Зазвичай вони містилися у переобладнаних орендованих приміщеннях, що нерідко були непристосовані для цих цілей.

Фоє кінотеатру Боммер, старе фото

Брати-французи Боммер вирішили в Харкові відкрити свій власний кинотеатр не в орендованому будинку, а у новозбудованому приміщенні, яке було розташоване біля готелю «Росія» на вулиці Єкатеринославській (нині Полтавський Шлях, 6). Його будівництво було завершено в березні 1908 року. Кінотеатр побудували за проєктом архітектора Б. Корнеєнко на місці згорілої в 1907 році будівлі, в якої розміщувалося фотоательє А. Федецького.[джерело не вказане 1372 дні] Урочисте відкриття кінотеатру відбулося 3 березня. Директором був призначений І. Вальчіні. Через пів року після відкриття «Боммеру» штатний кінооператор кінотеатру виробляє перші в Харкові професійні зйомки. За повідомленням газети «Південний край» сюжет «Хресний хід в Харкові 30 вересня» вийшов в прокат 26 грудня. У грудні 1908 року на екрани виходить ще один боммерівський сюжет «Види міста Харкова», який також показали в багатьох регіонах Російської імперії.[джерело не вказане 1372 дні]
У 1909—1910 роках кінотеатр «Бр. Боммер» випускає невеликі видові сюжети «Свято весни», «Перегони на іподромі», «Похорони артиста М. Л. Кропивницького в Харкові» і «Гуляння в харківському університетському саду».[джерело не вказане 1372 дні] У 1910 році «Боммер» випускає повнометражний документальний фільм «Одеська промислова виставка». Знімання було здійснено за рішенням Харківського з'їзду гірничопромисловців Півдня Росії.[джерело не вказане 1372 дні]
Ще один повнометражний документальний фільм — «Харківський паровозобудівний завод на Балашовці» був знятий в 1914 році. Останній хронікальний боммерівський сюжет, відомості про який вдалося розшукати — «Від'їзд з Одеси харківського загону французьких і бельгійських запасних» демонструвався в Харкові 22 серпня 1914 року.[джерело не вказане 1372 дні]
Кінотеатру «Бр. Боммер» належить також пальма першості і в області ігрового кіно. 21 березня 1909 року виходить перший ігровий фільм, знятий в Харкові. Комедія «Чудо грамофон, куплений в магазині о-ва» Грамофон ", Катеринославська вул. № 6 ", була розіграна в магазині, які перебували в приміщенні кінотеатру «Бр. Боммер».[джерело не вказане 1372 дні] У 1910 році дирекція кінотеатру фінансувала виробництво кіноводевіля «Кума Хфеська» — екранізацію українського водевілю В. Дмитренко «Кум мірошник» у виконанні української трупи під управління Д. Байди-Суховія. Картина мала гучний успіх, оскільки в вперше зверталася до української теми, і в тому-ж році Д. Байда-Суховій здійснив повторну екранізацію кіноводевілю, але з іншим акторським складом. На жаль, жоден з фільмів знятих кінотеатром «Бр. Боммер» не зберігся.[джерело не вказане 1372 дні]
На першому поверсі харківського кінотеатру «Боммеръ» було обладнано глядацьку залу на 380 місць, на другому ж — розмістилось велике фоє, де тих відвідувачів, які чекали на новий сеанс, розважав своєю грою оркестр.
Головна контора братів Боммер розміщувалася в Ростові. Філії фірми працювали в Харкові, Єкатеринославі, Ялті, низці інших міст. Крім показу фільмів у кінотеатрах фірма також займалася кінопрокатом і продажем обладнання для кінотеатрів. Так, зокрема, дирекція харківського кінотеатру «Бр. Боммер» почала першою в місті систематично знімати місцеву кінохроніку.
Після початку громадянської війни брати Боммер припинили свою комерційну діяльність на території колишньої царської Росії. У приміщенні кінотеатру починає працювати кабаре «Intime».

### Кінотеатр за СРСР
Вже від перших років існування СРСР влада зрозуміла значення пропаганди і зокрема, за допомогою сучасних засобів, в тому числі і кіно. Са́ме тому на початку 1920-х років кінотеатр знову було відкрито, звісно під іншою назвою — «Кінотеатр № 5».
1920 року в приміщенні кінотеатру трапилась надзвичайна подія — у тисняві на сходах звалилися поручні і декілька осіб зазнали смертельних травм. Відтак, після цього нещасного випадку у всіх кінотеатрах міста почали вказувати окремі місця на квитках.
У 1930-х роківкінотеатр було перейменовано на «Кінотеатр імені К. Маркса»
У 1940-х роках кінотеатр було перейменовано на «Кінотеатр імені Дзержинського». Заклад лишався чинним у роки Німецько-радянської війни (1941—45 рр.) (працював під назвами «Марс» і «Kino № 4»).[джерело не вказане 1372 дні]
1951 року було здійснено реконструкцію кінотеатру — на другому поверсі за рахунок фоє обладнали другу глядацьку залу місткістю 280 осіб.

### «Боммер» у наш час (від 1990-х рр.)
1993 року кінотеатр вкотре змінив свою назви, і почав іменуватися «Зустріч».
2003 року закладові було повернуто його історичну назву на честь фундаторів — «Боммер».
Навесні 2007 року кінотеатр уперше потрапив до приватизаційного списку об'єктів міської комунальної власності, виставлених на продаж з аукціону. Тоді ж розглядався варіант викупу «Боммера» власним коштом (трудовим колективом) чи за гроші потенційного інвестора. Рішення про продаж закладу викликало значний громадський резонанс у межах міста і країни, і депутати міськради проголосували за виключення приміщення кінотеатру з приватизаційного списку.
3 квітня 2009 року на сесії Харківської облради було ухвалено рішення про приватизацію 3 міських кінотеатрів — «Холодногірський», «імені Орджонікідзе» та «Боммер». Ініціативна група "Врятувати «Боммер» організувала низку акцій, і за підтримки громадськості та постійних відвідувачів кінотеатру орендарям вдалося досягти виключення закладу зі списку об'єктів для приватизації.
Однак нове рішення Харківської облради від 25 червня 2009 року № 1269–V, зокрема його п. 18 наголошував:
|  | «Продати цілісний майновий комплекс кінотеатру «Зустріч», який перебуває в оренді ВАТ «Кінотеатр «Боммер»» |

і це попри договір оренди, що є чинним до 2012 року.
8 вересня [2009] року активісти кампанії почали збір підписів проти продажу кінотеатру, і вже за 2 доби під петицією, розміщеною в Інтернеті, підписалася понад тисяча харків'ян і жителів інших міст країни, а станом на 1 листопада ц.р. інтернет-підписантів понад 1 700 осіб (загалом зібрано понад 6 000 підписів). 10 вересня 2009 року звернення оргкомітету на ім'я Голови та депутатів Харківської обласної ради з вимогою зняти «Боммер» з приватизаційного переліку було передано за призначенням.
Перед засіданням 29 жовтня 2009 року сесії Харківської облради було розгорнуто достатньо широку кампанію в межах всієї держави з протидії планам влади приватизувати найстаріший у країні кінозал — в «епіцентрі» подій на знак протесту розбили поблизу будівлі Харківської облради намети й було провеедно протестне за духом театралізоване дійство, а також показ просто неба некомерційних, фестивальних фільмів, на цю акцію підтримати харків'ян приїхали прибічники з інших міст країни; у столиці місті Києві відбувся пікет перед будівлею уряду, причому акція супроводжувалася аматорським театральним дійством, де учасників–захисників у феєричних костюмах «розстрілював» актор–"депутат"; подібні ж акції проти закриття закладу відбувалися також у Сумах, Львові, Вінниці, Ужгороді, Хмельницькому. Київська молодь із гаслом «Вовкун, врятуй „Боммер“!» просила міністра культури, який прибув на засідання уряду, посприяти тому, аби найстаріший діючий кінотеатр Східної Європи внесли до Державного реєстру пам'яток. Однак винесений на розгляд під час сесії депутатом Цимбалюком проєкт рішення про виключення «Боммеру» з приватизаційного списку більшість депутатів облради не підтримала.

## Виноски
1. ↑  Салімонович Лариса, Багацька Любов Епоха попкорнових мізків. Учора відбулася всеукраїнська акція на захист найстарішого діючого кінотеатру у Східній Європі [Архівовано 3 листопада 2009 у Wayback Machine.] // «Україна Молода» № 200 за 28 жовтня 2009 року
2. ↑  Про кінотеатр [Архівовано 13 березня 2009 у Wayback Machine.] на Вебсторінка кінотеатру [Архівовано 29 жовтня 2009 у Wayback Machine.] (рос.)
3. ↑  М’ясникова, Анна (09.04.2021). ЗМІ про нас. Кулуарами «Боммера»: як живе найстаріший харківський кінотеатр – Кінотеатр Боммер (укр.). Архів оригіналу за 2 лютого 2022. Процитовано 2 лютого 2022.
4. ↑  Історія кінотеатру. Архів оригіналу за 18 грудня 2007. Процитовано 2 листопада 2009. [Архівовано 2007-12-18 у Wayback Machine.]
5. ↑  Харків'яни відстоюють «Боммер» на www.kh.ura-inform.com («УРА-інформ»)[недоступне посилання](рос.)[недоступне посилання з лютого 2019]
6. ↑  Новина про виключення «Боммеру» з приватизаційного списку (зараз посилання не діє). Архів оригіналу за 10 листопада 2007. Процитовано 2 листопада 2009. [Архівовано 2007-11-10 у Wayback Machine.]
7. ↑  Новость об отказе депутатов снять "Боммеръ" с продажи. Архів оригіналу за 4 березня 2016. Процитовано 2 листопада 2009.
8. ↑  Новости на "Харьков Times". Архів оригіналу за 5 березня 2016. Процитовано 2 листопада 2009. [Архівовано 2016-03-05 у Wayback Machine.]
9. ↑  Петиція проти закриття кінотеатру «Боммер» на www.petition.org.ua. Архів оригіналу за 12 вересня 2009. Процитовано 2 листопада 2009.
10. ↑  ПР, НУНС і БЮТ не підтримали виключення кінотеатру «БОММЕРЪ» зі списку на продаж на www.kharkovinform.ucoz.ua [Архівовано 3 лютого 2014 у Wayback Machine.](рос.)